# Aura López Posada
Aura María López Posada  (Venecia, 4 de febrero de 1933-Girardota, 23 de octubre de 2016) fue una escritora, periodista y gestora cultural colombiana.

## Biografía
Aura López nació en Venecia, Antioquia; desde su niñez se radicó en Yarumal. Desde muy niña su padre le inculcó el hábito de la lectura y comenzó a llevar libros como “Juan Grillín” entre otros. Así fue su temprana entrada al maravilloso mundo de los libros, escritores y librerías.
Fue columnista de opinión en los periódicos El Colombiano y El Mundo. Estuvo al frente de la Librería Aguirre por más de 40 años y su voz ha estado en la radio durante muchos años. Además, fue gestora cultural del Museo de Antioquia, el Jardín Botánico y la Cooperativa Financiera Confiar. Escribió cientos de crónicas publicadas en columnas para periódicos y revistas, algunas de ellas fueron recopiladas en cuadernillos y en 4 libros Historias, La Escuela y la vida, Mujer y tiempo y El Peñol, crónica de un despojo.
Obtuvo el premio El Colombiano Ejemplar, así como otros reconocimientos del Concejo de Yarumal, recibió el Yarumo Plateado en la Ciudad de Medellín en el año 2002 por su vocación y servicio a la cultura y a las letras. Falleció en una residencia en el 23 de octubre de 2016 tras de sufrir un infarto de miocardio.
‘Aurita’, como le gustaba que la llamaran, murió a sus 83 años, en un centro para adultos mayores, ubicado en Girardota el 23 de octubre de 2016 tras de sufrir un infarto de miocardio.